# Ségala (Mali)
Ségala è un comune rurale del Mali facente parte del circondario di Kayes, nella regione omonima.
Il comune è composto da 20 nuclei abitati:
- Bagoré
- Batama Peuhls
- Batama Soninké
- Diabadji
- Dianega
- Dienkoulou
- Dioungo
- Dioudiou
- Dramebougoula
- Kalao

- Kanantaré
- Koumaré
- Mamassita
- Mouliné
- Moussala Fatola
- Ségala
- Ségala Ba
- Sékora
- Tiguine
- Touba